# Frankenburg

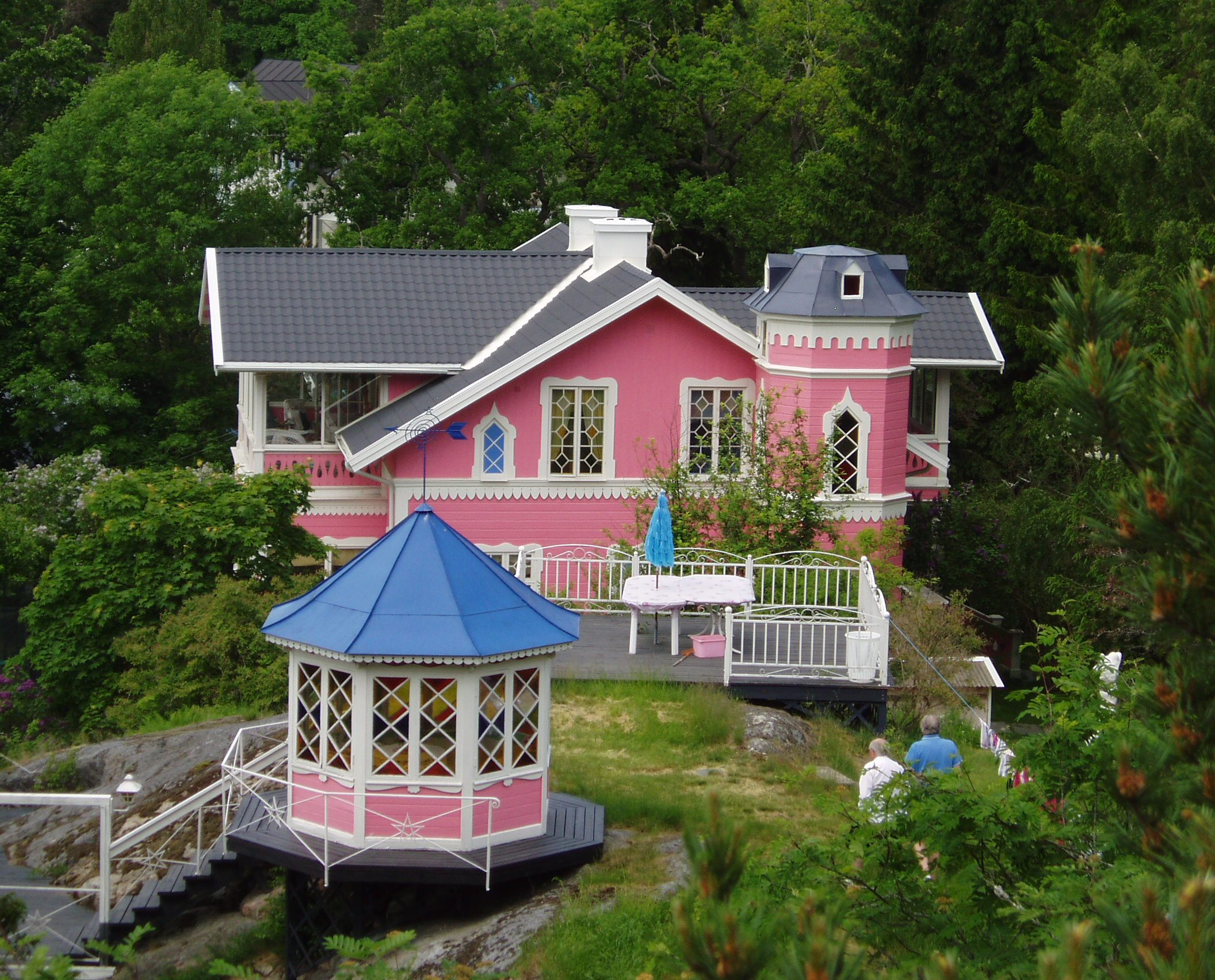
Villa Frankenburg

Frankenburg är en villa (Tollare 1:10; tomtyta: 7 176 m² före styckning, 3 481 m² efter styckning) i Tollare i Boo, Nacka kommun, byggd sommaren 1878. Villan (två plan, 207 m² inklusive biytor), som ursprungligen uppläts som sommarställe, har sitt namn från kammarherre August von Francken av adelsätten von Francken, som då ägde Tollare gård. Sedan 1970 ägdes och beboddes Villa Frankenburg av Ralph Lundsten, som i mitten av 1970-talet gav huset dess rosa färg. Under hösten 2014 flyttade Lundsten till den intilliggande fastigheten Tollare 1:381. Frankenburg inrymde Andromeda studio, som nedmonterades i maj 2014.